# Tudó
El tudó, colom tudó o todó (Columba palumbus) és un columbiforme molt estès per Europa, el nord d'Àfrica i l'Orient mitjà. És el tipus de colom més gros de la península Ibèrica i de les Balears i Pitiüses, robust i amb un cap molt petit en relació amb el cos, i presenta unes inconfusibles taques blanques als dos costats del coll i a la part superior de les ales. Té un plomatge gris tirant a blau al dors i una mica més clar a la part inferior del cos, amb pit de tints vinosos i la cua acabada amb una banda negra. El bec del tudó és ataronjat i les potes són vermelles. Els dos sexes presenten el mateix color; els joves, però, tenen uns colors més apagats i no presenten les taques blanques del coll.

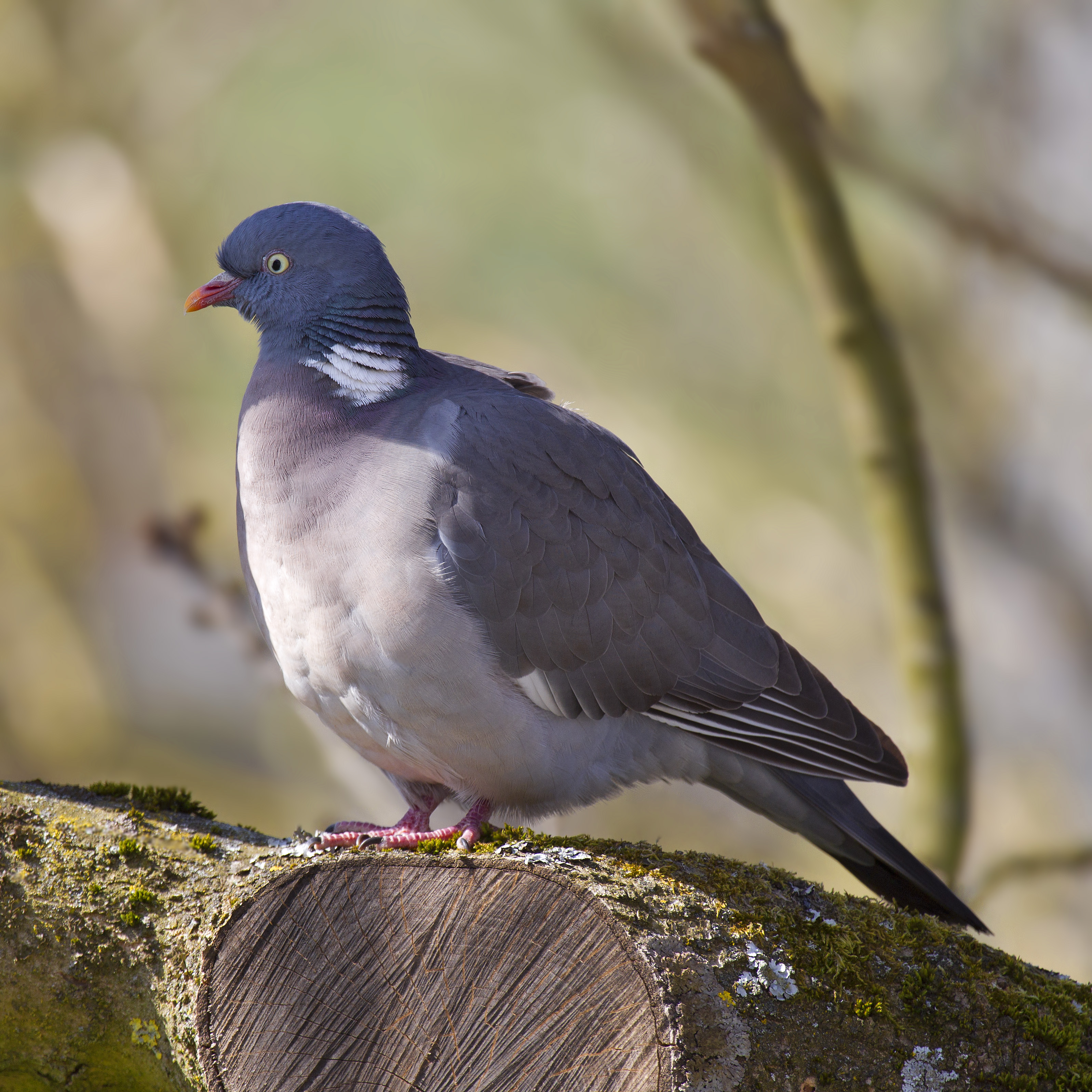
Fotografia d'un tudó

## Ecologia
A la península Ibèrica es divideix en grups sedentaris, que també realitzen desplaçaments locals, i els milions de tudons del centre i nord d'Europa que a la tardor es presenten per a la hivernada a través dels passos tradicionals del Pirineu basconavarrès i usen dormitoris també tradicionals que es troben a la gran majoria de terrenys plans, en alzinars preferiblement, així com en pinedes i eucaliptus.
A partir del març es pot veure el característic vol amorós del mascle, amb sonors cops d'ala al seu vol de paràbola ascendent, que interromp amb una caiguda amb les ales alçades de punta al cel. La cria se succeeix d'abril a agost, generalment dues postes de dos ous blancs, dipositats al niu situat als arbres, que és de construcció fràgil en forma de plataforma poc espessa a base de palets secs.